# Endromopoda phragmitidis
Endromopoda phragmitidis là một loài tò vò trong họ Ichneumonidae.